# Black and Tan Fantasy
Black and Tan Fantasy ist eine Jazz-Komposition von Duke Ellington und Bubber Miley aus dem Jahr 1927.

## Hintergrund
Am 7. April 1927 spielte das Duke Ellington Orchestra erstmals das Stück ein, das mehr als irgendein anderes der Band den ersten Ruhm einbrachte. Es erreichte im Mai 1928 # 5 der Billboard Top 30. „Es wurde immer wieder von damaligen Musikkritikern und Intellektuellen als ein Beispiel dafür herausgehoben, was Jazz sein kann. Es war für viele der Beweis dass Jazz Kunst sei“, notiert Ellingtons Biograph James L. Collier. Hans Ruland hält es mit „Mood Indigo“ und „Creole Rhapsody“ für Ellingtons wichtigste frühe Komposition.
Das Stück beginnt mit einem einfachen, doch anrührenden Thema in einem b-Moll-Bluesschema, vermutlich von Bubber Miley ausgearbeitet. Nach Colliers Einschätzung ist es eine Variation der New Orleans-Trauermärsche oder -Klagegesänge, die Miley von Sidney Bechet her gekannt haben mag, oder von King Oliver oder anderen. Nach Roger Pryor Dodge hat Miley sein Hauptthema von einem Gospellied von Stephen Adams, das er seine Schwester singen hörte. Es wird auf der Aufnahme von 1927 von Miley und Tricky Sam Nanton gestopft vorgetragen, begleitet von Tuba, Banjo und angehaltenen Klarinettennoten. Diesem zwölftaktigen Thema folgt ein komplexeres, gespielt von Altsaxophonist Otto Hardwick. Auf den klassischen Aufnahmen folgen auf die Vorstellung der Themapassage drei Chorusse mit Soli von Miley (2×) und Nanton, dann eine arrangierte Ensemblepassage und ein zwölftaktiges Solo von Ellington auf dem Piano, bevor das Thema mit Anspielungen auf Chopins „Trauermarsch“ (aus dessen zweiter Klaviersonate) rekapituliert wird. Es gibt kein Schlagzeug, und die Rhythmusgruppe hält sich so weit wie möglich zurück. Für Ellington war bei der Rekapitulation des Themas die Mitwirkung von Arthur Whetsol besonders wichtig, da der an dieser Stelle bei den Zuhörern „große dicke Tränen“ erzeugen könnte.
Black and Tan war Anfang des 20. Jahrhunderts in den USA eine Bezeichnung für Nachtclubs und Lokale mit musikalischem oder sonstigem Unterhaltungsprogramm vornehmlich für Schwarze, die aber auch von (zahlungskräftigem) weißem Publikum frequentiert wurden, was damals keineswegs üblich war. Ein Beispiel war der Exclusive Club in Harlem, in dem Ellington sein New Yorker Debüt hatte.
Für Maximilian Hendler nimmt die Komposition die African Craze auf, „eine unkritische Verklärung der Zustände in Afrika vor dem Eindringen der Weißen.“ „Die durch Dämpfer und andere Tricks der Tonmanipulation erzielten Growl-Effekte der Bläser erzeugen die akustische Kulisse des Fremdartigen und Unheimlichen“, die durch die Tanzdarbietungen noch unterstützt wurde. Für Hendler handelt es sich bei diesem Stück um eine musikalische „Anbiederung an Obessionen der weißen Gesellschaft, wie sie derart unverfroren im Jazzmilieu nur selten zu finden sind. Ellington und seine Musiker mögen sich damit finanziell über schwierige Jahre hinweg geholfen haben – der haut goût ist dennoch penetrant.“

## Wirkung
Die Band spielte das Stück im Jahre 1927 noch zweimal ein – für das Plattenlabel Victor am 26. Oktober und für Columbia am 3. November. Es wurde eine der populärsten Nummern der Band in ihrer unmittelbar folgenden Cotton Club-Ära. Irving Mills berichtet sogar, das er Ellington für den Cotton Club engagierte, nachdem er ihn das Stück spielen hörte.
Die Komposition wurde schließlich auch die Grundlage für einen Kurzfilm (19 Minuten), der 1929 unter dem Titel Black and Tan Fantasy von dem Regisseur Dudley Murphy hergestellt wurde und dessen melodramatische Rahmenhandlung vor allem Duke Ellington und sein Orchester sowie die Atmosphäre des Cotton Club und seiner Tänzer in Szene setzen sollte. Er wurde am 8. Dezember 1929 uraufgeführt.
In dem Film spielt das Duke Ellington Orchestra (mit Arthur Whetsol, Barney Bigard, Wellman Braud, Tricky Sam Nanton, aber ohne Bubber Miley) die Titel Black and Tan Fantasy, Black Beauty, The Duke Steps Out und Cotton Club Stomp. In dem Film spielt die farbige (aber ziemlich hellhäutige) Schauspielerin Fredi Washington die Hauptrolle einer Tänzerin, die aus Liebe zu Ellington trotz Herzkrankheit auftritt und auf der Bühne zusammenbricht – das letzte was sie hört, ist die Black and Tan Fantasy, gespielt von Duke Ellington und dem Trompeter Arthur Whetsol, die zusätzlich von einem Gospelchor (Hall Johnson Choir) begleitet werden.
Weitere Aufnahmen der Kompositionen durch das Ellington-Orchester entstanden 1932 und vor allem 1938, wo das Stück in stark erweitertem Arrangement als The New Black and Tan Fantasy (für Brunswick) aufgenommen wurde. Ellington spielte die Komposition immer wieder in seinen Konzerten, so auch 1943 beim Carnegie Hall Concert und 1956 beim Newport Jazz Festival (Ellington at Newport). Jimmy Lunceford interpretierte das Stück mit seinem Orchester; Thelonious Monk spielte es 1955 im Trio ein.

## Sekundärliteratur
- James Lincoln Collier: Duke Ellington. Genius des Jazz. Durchgesehene Ausgabe. Ullstein, Berlin 1999, ISBN 3-548-35839-X (Ullstein 35839).
- Bernd Hoffmann: Und der Duke weinte. Afro-amerikanische Musik im Film. Zu Arbeiten des Regisseurs Dudley Murphy aus dem Jahre 1929. In: jazzforschung/jazz research 39 (2007), S. 119–152.
- Günter H. Lenz: Die kulturelle Dynamik der afroamerikanischen Musik. Duke Ellingtons Kulturbegriff und seine Bedeutung in der afroamerikanischen Literatur und Kritik. In: Wolfram Knauer (Hrsg.): Duke Ellington und die Folgen. Wolke-Verlag, Hofheim 2000, S. 157–205
- Hans Ruland: Duke Ellington. Sein Leben, seine Musik, seine Schallplatten. Oreos, Gauting-Buchendorf 1983, ISBN 3-923657-03-X (Collection Jazz 2).
- Gunther Schuller: Early Jazz. Its Roots and Musical Development. New York usw.: Oxford University Press 1986; ISBN 0-19-504043-0